# 小宮山氏
小宮山氏（こみやまし）は、日本の氏族。室町・戦国時代の信濃国、後に甲斐国の国衆で、藤原姓。

## 概要
小見山・小美山とも書く。武田家臣に多くの小宮山氏があり、藤原姓という小宮山丹後守昌友の系が著名。この系は信濃出身で、小宮山近江守氏継の次男六郎氏久が甲斐国に移り、武田信昌に仕え、小宮山昌友(上野松井田城)はその子という。

### 武田氏滅亡時
小宮山友晴が当主となり、天正三年の長篠の戦い後に蟄居したが、天正10年の武田氏滅亡のときに都留郡田野で勝頼に殉じた。

### 安土・桃山時代
小宮山昌親が徳川家康に仕えた。

### 江戸時代
小宮山昌世、儒者。太宰春台の門人。